# دافي نولز
دافي نولز (بالإنجليزية: Davy Knowles)‏ هو مغني بريطاني، ولد في 30 أبريل 1987 في Port St Mary ‏ في جزيرة مان.

## وصلات خارجية
- الموقع الرسمي
- دافي نولز على موقع ميوزك برينز (الإنجليزية)
- دافي نولز على موقع أول ميوزيك (الإنجليزية)
- دافي نولز على موقع ديسكوغز (الإنجليزية)